# Мариана Павлова
Мариана Павлова е българска певица.

## Биография
Родена е през 1962 г. в Смолян.
Завършва музикалното училище в Широка лъка. 16 години е част от ансамбъл „Родопа“.
През 2009 г. се мести в София, където е част от хоровете „Космически гласове“ (днес хор „Ваня Монева“), „Драгостин фолк национал“, „Големи български гласове“. Участва и в камерните формации квартет „Славей“ и каба-трио „Родопея“. През 2014 г. се мести в Лондон.
В Лондон намира спонсори за реализация на рекорда си в „Гинес“. През 2019 г. постига тон „си бемол“ на контра октава.